# Xe législature de la Troisième République française
La Xe législature de la IIIe République est un cycle parlementaire qui s'ouvre le 1er juin 1910 et se termine le 31 mai 1914.
Elle est issue des élections législatives de 1910.

## Composition de l'exécutif
Président de la République : 
- Armand Fallières (1906-1913)
- Raymond Poincaré (1913-1920)

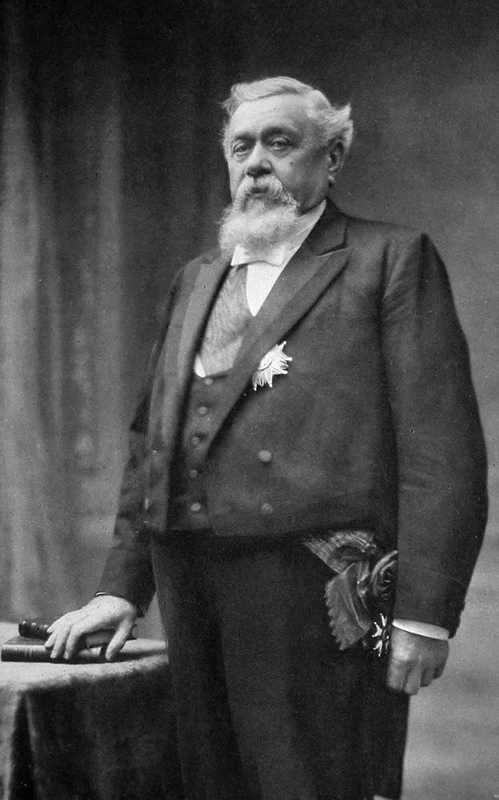
Armand Fallières
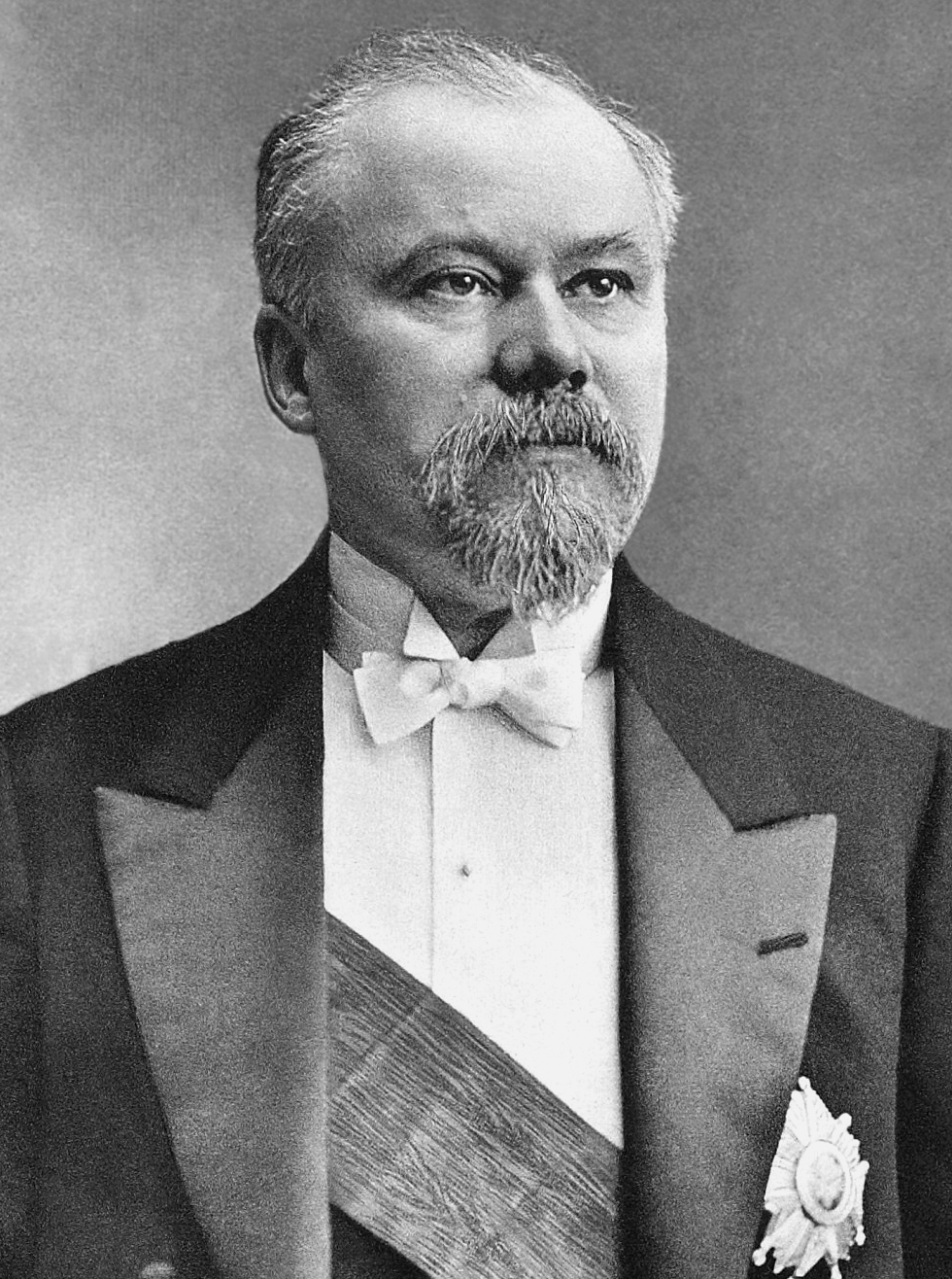
Raymond Poincaré

Président de la Chambre des députés : 
- Henri Brisson (1906-1912)
- Paul Deschanel (1912-1920)

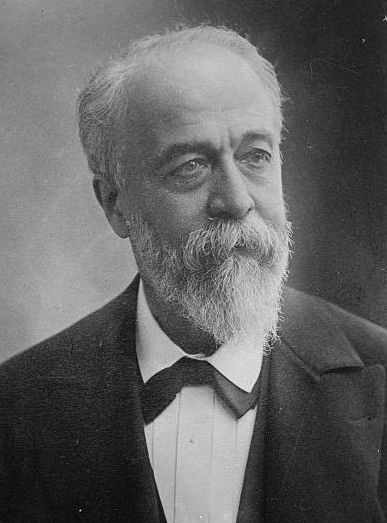
Henri Brisson
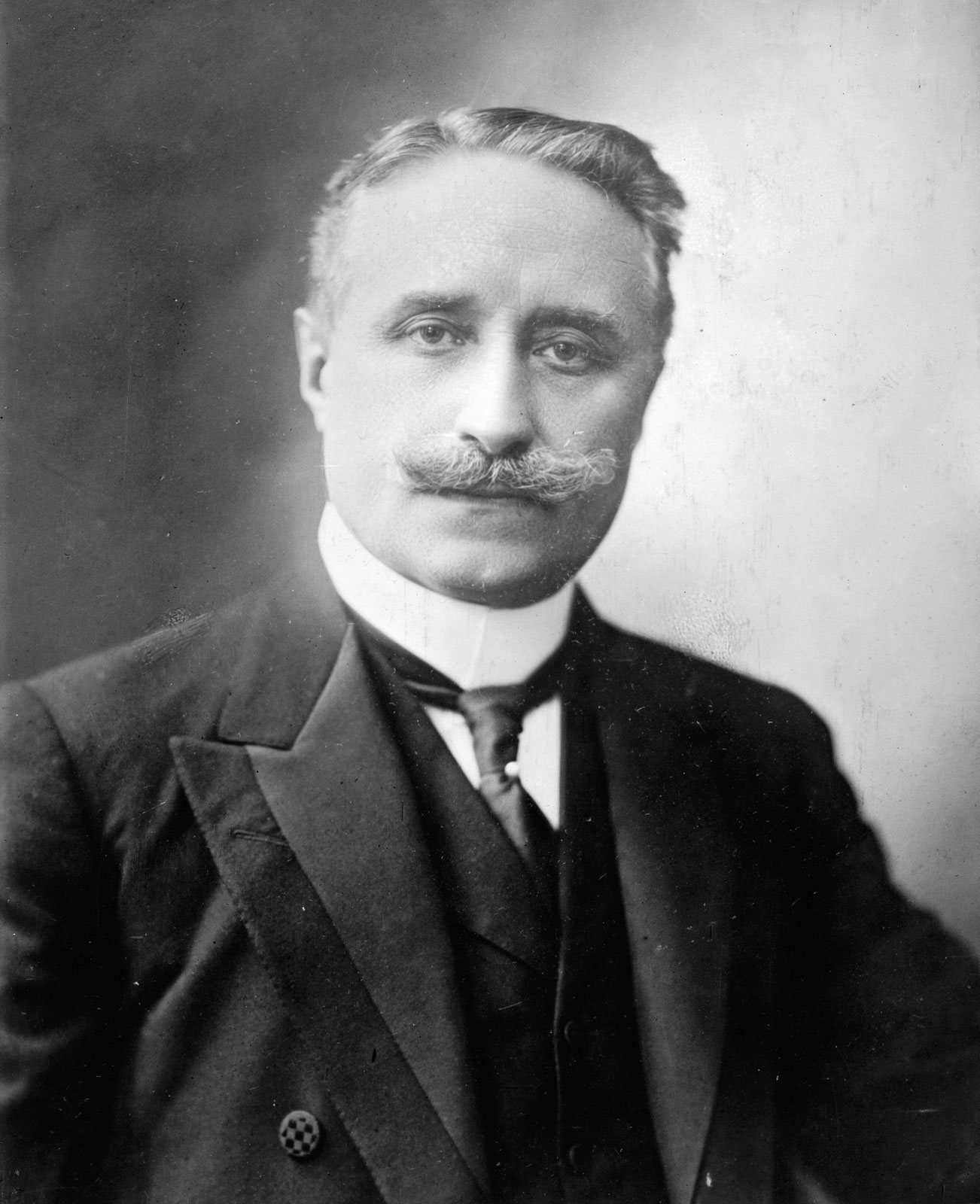
Paul Deschanel

Gouvernements successifs :
| Gouvernement | Gouvernement     | Gouvernement                      | Dates (Durée)                                             | Président du Conseil     | Composition initiale                   |
| ------------ | ---------------- | --------------------------------- | --------------------------------------------------------- | ------------------------ | -------------------------------------- |
| 1            | Aristide Briand  | Gouvernement Aristide Briand (1)  | du 24 juillet 1909 au 3 novembre 1910 (1 an et 102 jours) | Aristide Briand (SI)     | 12 ministres 4 sous-secrétaires d'État |
| 1            | Aristide Briand  | Gouvernement Aristide Briand (2)  | du 4 novembre 1910 au 27 février 1911 (115 jours)         | Aristide Briand (SI)     | 12 ministres 4 sous-secrétaires d'État |
| 2            | Ernest Monis     | Gouvernement Ernest Monis         | du 2 mars 1911 au 23 juin 1911 (113 jours)                | Ernest Monis (PRRRS)     | 12 ministres 4 sous-secrétaires d'État |
| 3            | Joseph Caillaux  | Gouvernement Joseph Caillaux      | du 27 juin 1911 au 14 janvier 1912 (201 jours)            | Joseph Caillaux (ARD)    | 12 ministres 4 sous-secrétaires d'État |
| 4            | Raymond Poincaré | Gouvernement Raymond Poincaré (1) | du 14 janvier 1912 au 21 janvier 1913 (1 an et 7 jours)   | Raymond Poincaré (ARD)   | 12 ministres 4 sous-secrétaires d'État |
| 5            | Aristide Briand  | Gouvernement Aristide Briand (3)  | du 21 janvier 1913 au 18 février 1913 (28 jours)          | Aristide Briand (PRS)    | 12 ministres 4 sous-secrétaires d'État |
| 5            | Aristide Briand  | Gouvernement Aristide Briand (4)  | du 18 février 1913 au 22 mars 1913 (32 jours)             | Aristide Briand (PRS)    | 12 ministres 4 sous-secrétaires d'État |
| 6            | Louis Barthou    | Gouvernement Louis Barthou        | du 22 mars 1913 au 2 décembre 1913 (255 jours)            | Louis Barthou (ARD)      | 12 ministres 4 sous-secrétaires d'État |
| 7            | Gaston Doumergue | Gouvernement Gaston Doumergue (1) | du 2 décembre 1913 au 2 juin 1914 (182 jours)             | Gaston Doumergue (PRRRS) | 12 ministres 4 sous-secrétaires d'État |

## Composition de la Chambre des députés
Présidents: Paul Deschanel
|                                    |                                    |                                    |         |  |
| Groupe parlementaire               | Groupe parlementaire               | Groupe parlementaire               | Députés |  |
| Groupe parlementaire               | Groupe parlementaire               | Groupe parlementaire               | Total   |  |
|                                    | PS                                 | Parti socialiste                   | 75      |  |
|                                    | RS                                 | Républicain socialiste             | 31      |  |
|                                    | PRRS                               | Républicains radicaux-socialistes  | 150     |  |
|                                    | GR                                 | Gauche radicale                    | 113     |  |
|                                    | GD                                 | Gauche démocratique                | 72      |  |
|                                    | RP                                 | Républicains progressistes         | 75      |  |
|                                    | AL                                 | Action libérale                    | 34      |  |
|                                    | D                                  | Droites                            | 19      |  |
|                                    |                                    |                                    |         |  |
| Total de députés membre de groupes | Total de députés membre de groupes | Total de députés membre de groupes | 569     |  |
|                                    | Députés non-inscrits               | Députés non-inscrits               | 20      |  |
|                                    |                                    |                                    |         |  |
| Total des sièges pourvus           | Total des sièges pourvus           | Total des sièges pourvus           | 589     |  |

## Évènements marquants au cours de la législature
- 28 décembre 1910 : loi instituant le Code du travail et de la prévoyance sociale
- 9 avril 1911 : révolte des vignerons de l'Aube
- 23 avril 1911 : début de la guerre de pacification du Maroc
- 1er juillet 1911 : coup d’Agadir
- 9 juillet 1911 : une vague de chaleur frappe la France de juillet à septembre provoquant 40 000 morts, essentiellement de jeunes enfants
- 3-27 février 1913 : procès de la bande à Bonnot.
- Avril 1913 : incidents franco-allemands en Lorraine.
- 7 août 1913 : loi des Trois ans
- 12 février 1914 : émission d’un nouveau prêt français à la Russie (500 millions de francs par an pendant 5 ans)